# Alexander Cisik

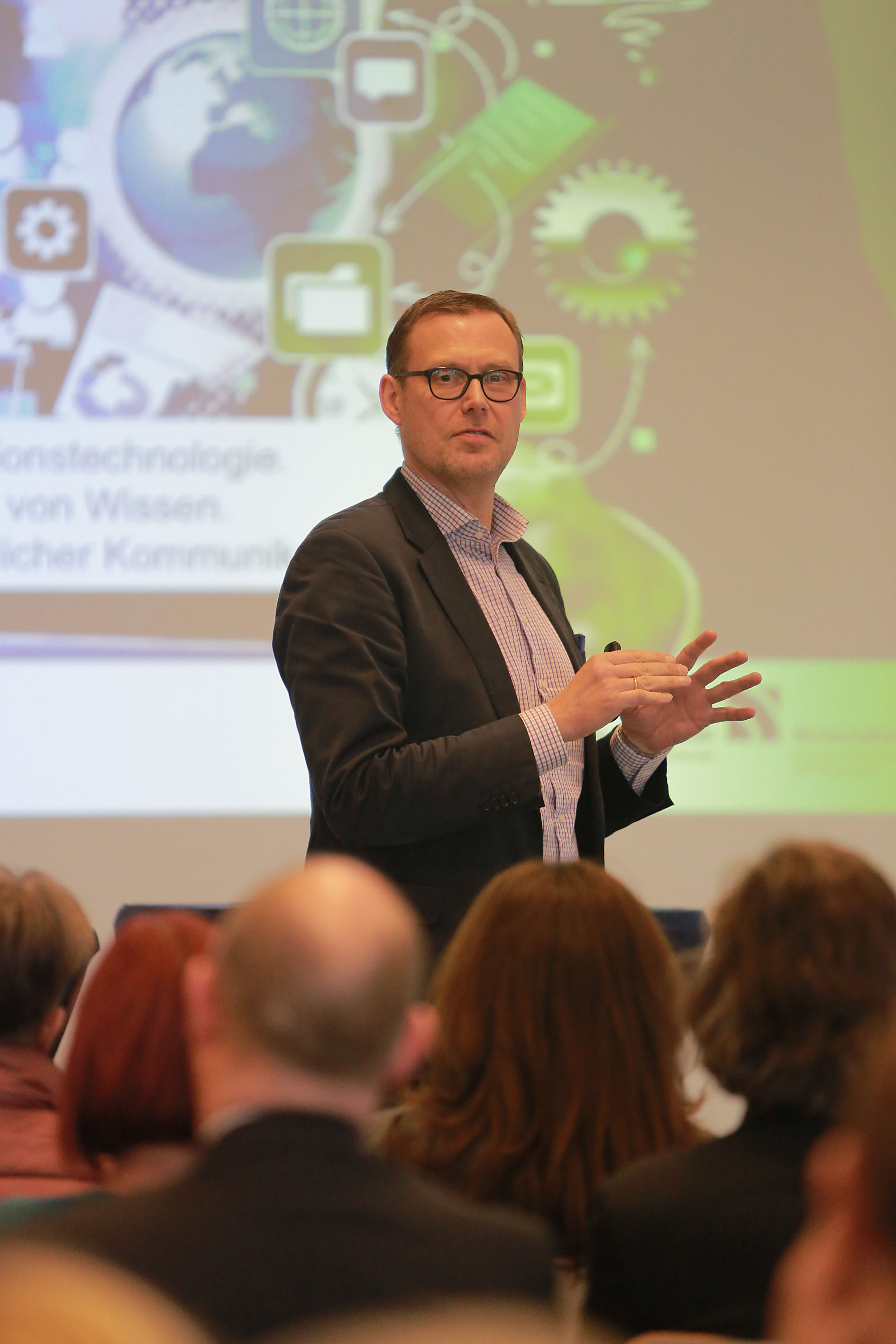
Alexander Cisik, 2018

Alexander Cisik (* 1965 in Erkelenz) ist ein deutscher Psychologe, Hochschullehrer und Unternehmensberater.

## Leben
Cisik studierte nach dem Abitur am Cusanus-Gymnasium Erkelenz von 1984 bis 1990 Psychologie an der Universität zu Köln mit dem Themenschwerpunkt „Wirtschafts- und Sozialpsychologie“. Seine Promotion  zum Dr. phil. erfolgte 1993 bei Gerd Wiendieck an der FernUniversität Hagen mit einer Arbeit zum Thema „Ganzheitliches Personalmanagement“.
Während seines Studiums gehörte Cisik zum Gründungsteam der 1988 von u. a. Gerd Wiendieck in Köln gegründeten Beratungsgesellschaft GeWA (Gesellschaft für Wirtschaftspsychologische Analysen und Beratung mbH); 1991 wurde er dort Partner. 1995 ging er als Leiter der Abteilung Personalentwicklung zur 3M Deutschland GmbH nach Neuss und wechselte 1997 als Director Corporate Human Resources zur SIG Combibloc-Gruppe nach Linnich. 1999 gründete er in Düsseldorf die cisikconsulting Agentur für Personal- und Organisationsberatung GmbH, deren Wissenschaftlicher Leiter er seitdem ist.
2000 erhielt Cisik den Ruf als Professor für Wirtschafts-, Organisations- und Arbeitspsychologie im Fachbereich Wirtschaftswissenschaften an die Hochschule Niederrhein in Mönchengladbach. Seine Forschungsergebnisse stellt er regelmäßig auf Fachtagungen und Kongressen vor und publiziert in Fachzeitschriften.
Cisik war zu Gast in Radio und Fernsehen, u. a. bei ARD, ZDF, WDR und N24. So war er z. B. Gast bei Hart aber fair (ARD),  in der Sendung ZDF Zeit „Wie gut sind unsere Chefs?“ (ZDF) und in der Hörfunksendung Das Tagesgespräch „Brauchen wir mehr Innovation und Wagnis?“ (WDR 5).
Cisik ist verheiratet, hat zwei Kinder und lebt mit seiner Familie in Düsseldorf.

## Lehre und Forschung
Cisik beschäftigt sich schwerpunktmäßig mit den psychologischen Aspekten der Arbeitsgestaltung, der Führungskultur und der Personalauswahl. Unter anderem untersuchte er 2015 die Arbeitgeberattraktivität in Deutschland zwischen Anspruch und Wirklichkeit. 2016 führte er eine bundesweite Studie zur Führungskultur und deren Veränderungsmöglichkeiten in Deutschland durch. Basierend auf einer empirischen Studie, entwarf er 2018 ein Szenario der Arbeitswelt im Jahr 2030.
2020 entwickelte er gemeinsam mit Studierenden der Hochschule Niederrhein das Web-Tool matchpoint-campus.de, eine innovative Screening und Matching-Plattform, die zentrale Elemente von Self Assessments und Job-Börsen zu einem Gesamtsystem verbindet.

## Veröffentlichungen (Auswahl)
- Perspektiven eines Ganzheitlichen Personalmanagements. Eine organisationspsychologische Studie zum Einfluss des Personalmanagements auf die Arbeitszufriedenheit am Beispiel von Auszubildenden und Trainees eines Unternehmens der Lebensmittelindustrie. Peter Lang, Frankfurt am Main 1994, ISBN 3-631-47669-8
- mit Joachim Sauer: Fünf Schritte für bessere Manager. In: FAZ vom 18. April 2013[10]
- als Hrsg. mit Joachim Sauer: In Deutschland führen die Falschen. Wie sich Unternehmen ändern müssen. Helios Media, Berlin 2014, ISBN 978-3-942263-26-9
- Arbeitgeberattraktivität zwischen Anspruch und Wirklichkeit. Eine empirische Studie. Management Summary. Hochschule Niederrhein, 2015
- Die Situation der Manager 40+. Ein Plädoyer für eine berufslebenslange Entwicklung. In: Personalführung, 7–8, S. 64–69, 2015
- Ignoranz ist fehl am Platz. In: Personalwirtschaft, 06, 2015, S. 43–45.
- Führungskultur in Deutschland. Eine empirische Studie. Management Summary. 2016
- Die Zukunft der Arbeit. Ergebnisse einer empirischen Studie. Management Summary. Hochschule Niederrhein, 2018
- Gestaltung und Erleben von Veränderungen in Unternehmen. Ergebnisse einer empirischen Studie. Management Summary. Hochschule Niederrhein, 2019